# Namibia i olympiska sommarspelen 1996
Namibia deltog i de olympiska sommarspelen 1996 med en trupp bestående av åtta deltagare, som resulterade i två silvermedaljer.

## Boxning
| Idrottare      | Gren          | Sextondelsfinal       | Åttondelsfinal       | Kvartsfinal          | Semifinal            | Final                |
| Idrottare      | Gren          | Motståndare Resultat  | Motståndare Resultat | Motståndare Resultat | Motståndare Resultat | Motståndare Resultat |
| -------------- | ------------- | --------------------- | -------------------- | -------------------- | -------------------- | -------------------- |
| Joseph Benhard | Lätt flugvikt | Lozano (ESP) L 10-2   | Gick inte vidare     | Gick inte vidare     | Gick inte vidare     | Gick inte vidare     |
| Sackey Shivute | Mellanvikt    | Crawford (AUS) L 12-3 | Gick inte vidare     | Gick inte vidare     | Gick inte vidare     | Gick inte vidare     |

## Friidrott
Herrar
Löpning
| Idrottare          | Gren                | Heat omgång 1 | Heat omgång 1 | Heat omgång 2 | Heat omgång 2 | Semifinal | Semifinal | Final   | Final     |
| Idrottare          | Gren                | Tid           | Placering     | Tid           | Placering     | Tid       | Placering | Tid     | Placering |
| ------------------ | ------------------- | ------------- | ------------- | ------------- | ------------- | --------- | --------- | ------- | --------- |
| Frankie Fredericks | Herrarnas 100 meter | 10.32         | 21 Q          | 9.93          | 1 Q           | 9.94      | 2 Q       | 9.89    |           |
| Frankie Fredericks | Herrarnas 200 meter | 20.59         | 14 Q          | 20.38         | 4 Q           | 19.98     | 1 Q       | 19.68   |           |
| Joseph Tjitunga    | Herrarnas maraton   | N/A           | N/A           | N/A           | N/A           | N/A       | N/A       | 2:27:52 | 76        |

Damer
Löpning
| Idrottare          | Gren             | Heat omgång 1 | Heat omgång 1 | Heat omgång 2 | Heat omgång 2 | Semifinal | Semifinal | Final   | Final     |
| Idrottare          | Gren             | Tid           | Placering     | Tid           | Placering     | Tid       | Placering | Tid     | Placering |
| ------------------ | ---------------- | ------------- | ------------- | ------------- | ------------- | --------- | --------- | ------- | --------- |
| Elizabeth Mongudhi | Damernas maraton | N/A           | N/A           | N/A           | N/A           | N/A       | N/A       | 2:56:19 | 59        |